# Francesc Alguersuari Duran
Francesc Alguersuari Duran   (Sabadell, 9 d'octubre de 1919 - Barcelona, 9 d'octubre de 2009), conegut com a Paco Alguersuari, fou un fotoperiodista esportiu català. Treballà com a independent des del 1942 per a diversos mitjans i s'especialitzà en el seguiment d'esdeveniments de primer ordre, entre ells els Jocs Olímpics (començà amb els de Roma 1960 i acabà amb els de Barcelona 1992), la Volta Ciclista a Catalunya, la Volta Ciclista a Espanya, el Tour de França, el Giro d'Itàlia i el Ral·li de Montecarlo. Fou guardonat amb el World Press Photo a la millor foto esportiva del món (1961, per una foto feta durant els Jocs Olímpics de Roma de 1960) i amb l'Orde al Mèrit Olímpic pel Comitè Olímpic Internacional (1985).
Els seus fills, Josep Maria i Jaume Alguersuari, han estat també fotògrafs i periodistes i han fundat nombroses publicacions i empreses relacionades amb l'esport, especialment amb els de motor (la primera fou Solo Moto, el 1975). El fill del segon, Jaume Alguersuari Escudero, arribà a córrer en la Fórmula 1.

## Mitjans
Paco Alguersuari treballà per a nombrosos mitjans al llarg de la seva vida, entre ells:
- El Mundo Deportivo (des del 1946)
- Agència Efe (des del 1955)
- El Noticiero Universal (1951-1985)
- Dicen (1952-1983)
- L'Équipe (1958-1962)
- Vida Deportiva (des del 1960)
- La Vanguardia (des del 1969)
- El Periódico de Catalunya (des del 1979)
- Solo Moto (des del 1975)
- Solo Auto